# Söderhamns församling
Söderhamns församling var en församling i Hälsinglands södra kontrakt i Uppsala stift. Församlingen ingick i Söderhamns pastorat och låg i Söderhamns kommun i Gävleborgs län. Församlingen uppgick 2018 i Söderhamn-Sandarne församling.

## Administrativ historik
Församlingen bildades 1620 genom en utbrytning ur Söderala församling. 1 maj 1917 utbröts Sandarne församling. Församlingen uppgick 2018 i Söderhamn-Sandarne församling.
Den 1 januari 1950 (enligt beslut den 26 november 1948) överfördes från Söderhamns församling till Söderala församling vissa obebodda områden omfattande en areal av 0,03 km², varav allt land.
Församlingskod var 218201.

### Pastorat
Söderhamns församling var 1620-1635 annexförsamling i pastoratet Söderala och Söderhamn, för att från 1635 till 1 maj 1917 utgöra ett eget pastorat. 1 maj 1917 utbröts Sandarne församling och Söderhamns församling blev moderförsamling i pastoratet Söderhamn och Sandarne.

## Areal
Söderhamns församling omfattade den 1 januari 1952 en areal av 32,56 km², varav 31,50 km² land. Efter nymätningar och arealberäkningar färdiga den 1 januari 1961 omfattade församlingen samma datum en areal av 33,76 km², varav 32,93 km² land.

## Kyrkor
- Ulrika Eleonora kyrka.

## Kyrkoherdar
| Ämbetstid | Namn                  | Levnadstid | Övrigt                                        |
| --------- | --------------------- | ---------- | --------------------------------------------- |
| 1635–1670 | Gudmundus Andreae     | –1670      |                                               |
| 1670–1691 | Laurentius P. Portuan | –1691      |                                               |
| 1692–1701 | Gudmund Portuan       | –1701      |                                               |
| 1703–1711 | Eric Garnell          | 1666–1711  |                                               |
| 1713–1737 | Eric Montén           | –1737      |                                               |
| 1738–1756 | Lars Baelter          |            | Senare kyrkoherde i Tierps församling.        |
| 1757–1765 | Olof Lind             | 1701–1765  |                                               |
| 1765–1773 | Johan Bolinder        | 1731–1773  |                                               |
| 1775–1782 | Olof Granlund         |            | Senare kyrkoherde i Harmångers församling.    |
| 1783–1794 | Johan Nordberg        |            | Senare kyrkoherde i Segersta församling.      |
| 1795–1805 | Nils Nordlöf          |            | Senare kyrkoherde i Vidbo församling.         |
| 1806–1808 | Carl Henric De Maré   |            | Senare kyrkoherde i Enköpings-Näs församling. |
| 1809–1816 | Johan Uddén           | 1763–1816  |                                               |
| 1816–1817 | Pehr Leufgren         |            | Senare kyrkoherde i Össeby församling.        |
| 1818–1831 | Olof Florin           | 1775–1831  |                                               |
| 1832–1845 | Pehr Hällström        | 1788–      |                                               |
| 1852–1863 | Hans Erik Norell      |            |                                               |
| 1863–1880 | Erik Gustaf Östberg   |            |                                               |
| 1881–1908 | Robert Kihlberg       |            |                                               |
| 1910–1936 | Carl August Tollin    |            |                                               |
| 1938–1943 | Bror Fredrik Thune    |            |                                               |
| 1944–1958 | Paul Sjöberg          |            |                                               |
| 1958–1969 | Yngve Magnusson       |            |                                               |
| 1969–1979 | Erik Wiklander        |            |                                               |
| 1979–1989 | Börje Gustafsson      |            |                                               |
| 1989–     | Lars Nilsson          |            |                                               |

## Organister
Lista över organister.
| Verksam   | Namn                 | Levnadstid | Övrigt                      |
| --------- | -------------------- | ---------- | --------------------------- |
| 1673-1685 | Joachim Zellinger    | 1645-1685  | Stadsskrivare och organist. |
| 1722–1725 | Lars Stillman        |            | Organist.                   |
| 1738–1750 | Sven Forsberg        |            | Organist.                   |
| 1755–1780 | Lars Forsberg        |            | Organist.                   |
| 1863–1886 | August Österlund     | 1833–1898  | Organist.                   |
| 1899–1914 | Einar Skagerberg     | 1876–1969  | Organist.                   |
| 1925–1964 | Nils Joseph Svensson | 1897–      | Organist.                   |